# Stříbrné plátno

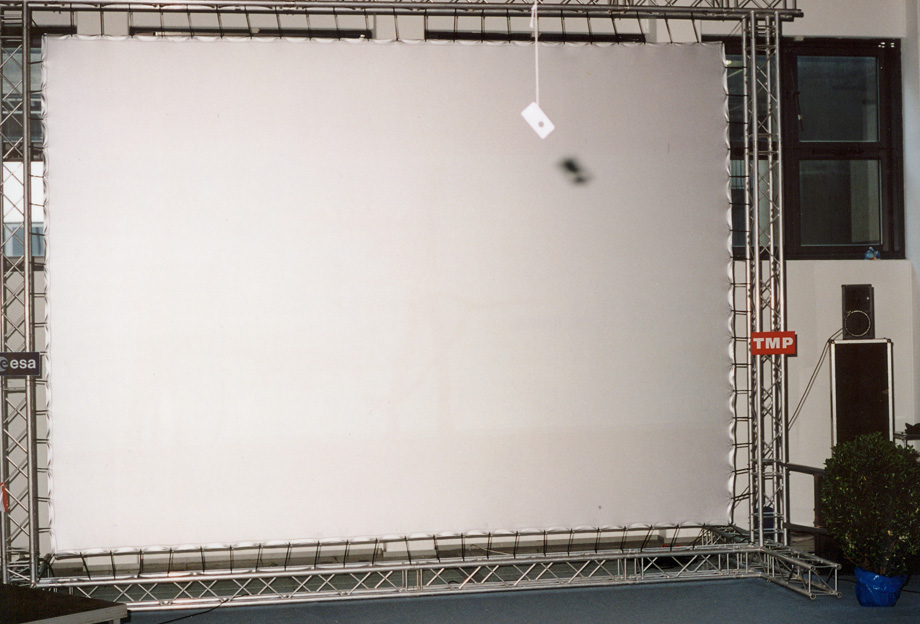
Plátno připravené pro 3D promítání.

Stříbrné plátno či stříbrné lentikulární plátno je typ projekčního plátna používaného
v raných letech filmového průmyslu.
V povrchu tohoto plátna bylo obsaženo skutečné stříbro, popřípadě hliník, a to kvůli jeho odrazovým vlastnostem.
Termín stříbrné plátno přešel v hovorové užívání jako metonymie pro filmový průmysl.
Skutečně kovová plátna se vrací zpět do použití při projekci 3D filmů.